# 5807-es mellékút (Magyarország)
Az 5807-es mellékút egy szűk 6 kilométeres hosszúságú, négy számjegyű mellékút Baranya vármegye területén, Szentlőrinc városának délnyugati vonzáskörzetében;  Szentdénes községet köti össze a 6-os főúttal, illetve Sumonnyal.

## Nyomvonala
Nagypeterd, Nagyváty és Kacsóta hármashatárán ágazik ki a 6-os főútból, annak a 221+400-as kilométerszelvénye közelében, dél felé. Nagyvátyot ennél jobban nem is érinti; első, bő másfél kilométeres szakasza a két másik település határvonalát kíséri. Közben, mintegy 400 méter után keresztezi a Murakeresztúr–Szentlőrinc-vasútvonal vágányait, Szentdénes megállóhely térségének keleti végénél. Az 1+550-es kilométerszelvényét elhagyva elhalad az említett két település és Szentdénes hármashatára mellett, onnantól ez utóbbi területén folytatódik.
Szentdénes lakott területét kicsivel a harmadik kilométere előtt éri el, a községben a Petőfi utca nevet veszi fel, és ezt végig meg is tartja, annak ellenére, hogy a belterületen legalább négy számottevő irányváltása van. 4,2 kilométer után hagyja maga mögött a község utolsó házait, 5,7 kilométer megtétele után pedig a határai közül is kilép. Átszeli a Bükkösdi-víz nevű patak folyását, és kicsivel arrébb véget is ér, Sumony északi külterületei között, beletorkollva az 5806-os útba, annak a 2+300-as kilométerszelvénye közelében.
Teljes hossza, az országos közutak térképes nyilvántartását szolgáló kira.kozut.hu adatbázisa szerint 5,787 kilométer.

## Története
A Kartográfiai Vállalat 1970-ben kiadott Magyarország autótérképe című kiadványa a Szentdénestől északra eső részét már kiépített, szilárd burkolatú (pormentes) útként jelöli, ám a falutól délre eső szakaszt még csak földútként tünteti fel.
Ugyanezen kiadó 1990-ben megjelentetett Magyarország autóatlasza című kiadványa azt tanúsítja, hogy a korábbi földutas szakaszt addigra kiépítették, így – nem meglepő módon – jobb minőségre utaló jelöléssel (pormentesként) szerepel, mint a Szentdénestől északra eső szakasz, amelyet az atlasz csak portalanított útként jelölt.

## Települések az út mentén
- (Nagypeterd)
- (Nagyváty)
- (Kacsóta)
- Szentdénes
- (Sumony)